# Rába Automotive
RÁBA Automotive Group (ungarsk: Rába Járműipari Holding Nyrt.) eller Rába er en ungarsk producent af bildele og specialkøretøjer. Produkterne omfatter bilkomponenter og aksler til forskellige køretøjer. Rába har bygget aksler og forskellige køretøjer siden 1902. De har hovedkvarter i Győr og over 2.000 ansatte.